# 축음기

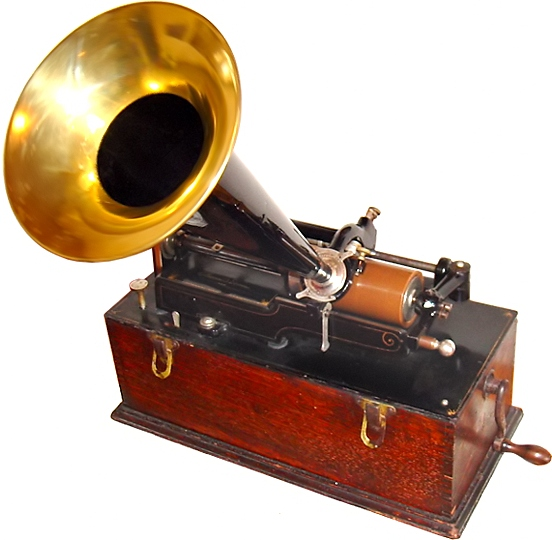
1899년 에디폰

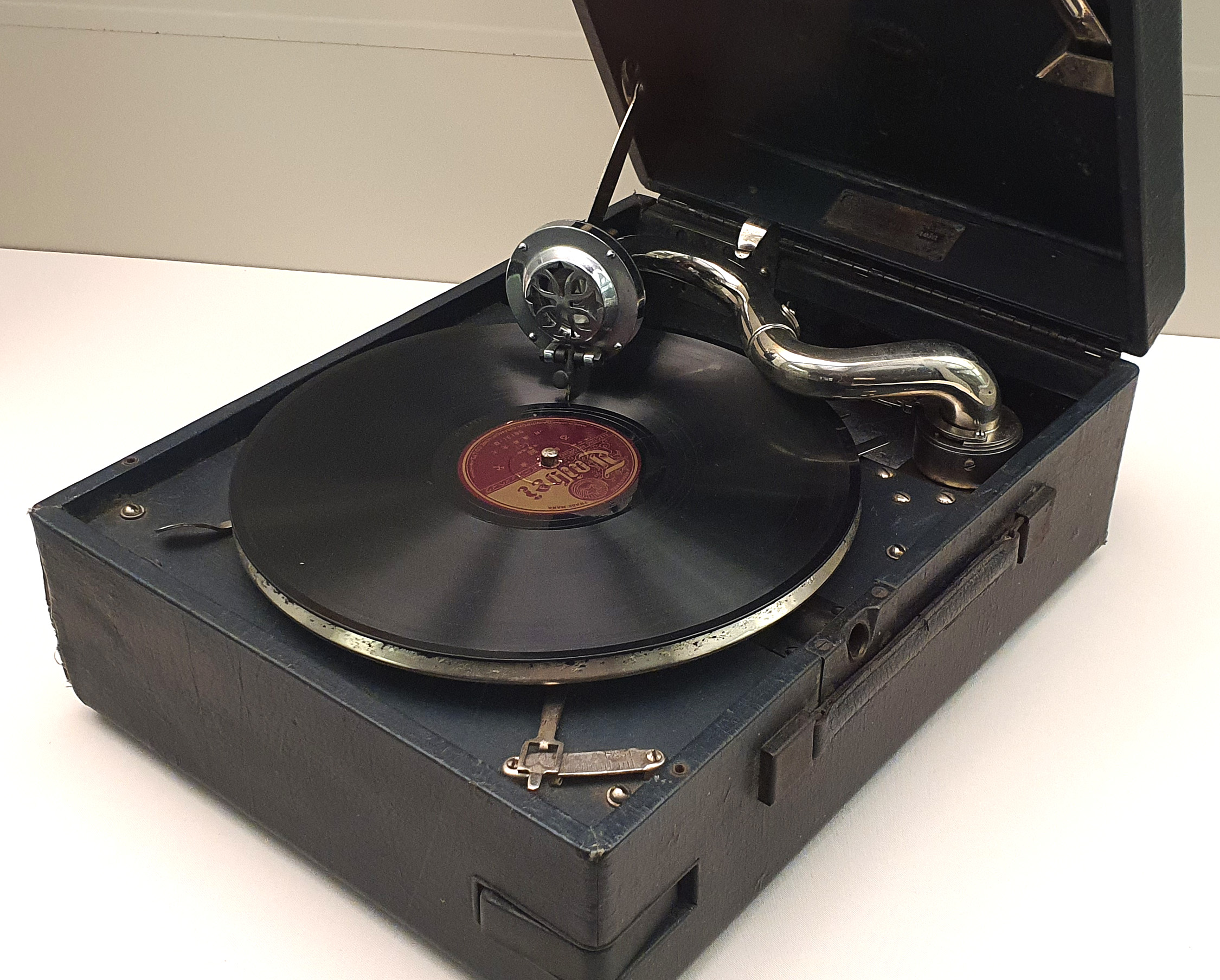
돈의문 박물관에 전시된 근대 시대의 축음기

축음기(蓄音機, phonograph) 혹은 턴테이블(turntable)은 원반 혹은 원통에 홈을 파서 소리를 기록하고 재생할 수 있는 장치를 가리킨다. 최초의 축음기는 1877년 에디슨이 발명한 phonograph이다. 전신소에서 일하던 에디슨이 송신 속도를 상향시키기 위해 노력하다가 신호가 음악처럼 들리는 데 착안하여 음악 기록 장치를 발명하였다고 전해진다. 1879년에 소리를 기계진동으로 바꾸어 이 진동에 대응하여 주석박에 홈을 파서 소리를 기록하였다. 10년 후인 1887년에 소리를 더욱 충실하고 용이하게 기록할 수 있는 납관을 사용한 납관식 축음기로 개량되었다. 초기의 녹음은 소리를 기계적 진동으로 바꾸어 이 진동을 녹음바늘(침)에 전달하여 레코드에 홈을 팠다. 재생은 이 레코드의 홈에 바늘을 대서 기계적 진동을 얻어 이것을 진동판에 전하였다.
에디슨의 발명으로부터 몇 년 뒤 그레이엄 벨의 연구소에서 에디슨의 원통형 축음기를 개량하여 소리 저장 매체로 주석 대신 왁스를 바르고 원통을 사용한 Graphophone을 개발했다. 1887년 에밀 베를린너가 아연 재질의 원반을 매체로 이용하는 Gramophone을 개발한다. 초기 그라모폰은 원통형 축음기에 비해 음질이 좋지 못했다. 베를린너는 엘드리지 존슨의 도움으로 그의 그라모폰의 음질을 원통형 축음기 수준으로 개선하여 시장에서 경쟁할 수 있었다. 1890년대부터 1920년대까지 미국에서 원통형 축음기와 원반형 축음기가 시장에서 경쟁을 했으며 저렴한 가격과 마케팅으로 인해 원반형 축음기가 시장의 승자가 되었다.

## 같이 보기
- 축음기 음반
- 소리 신호 처리
- 포노토그래프